# Sécurité aérienne en Europe
La sécurité aérienne en Europe se conforme aux exigences de la gestion de la sécurité aérienne mondiale édictées par l'OACI notamment lorsqu'elle a établi des exigences réglementaires en matière de sécurité, les ESARR qui sont directement inspirées par les préceptes prônés par l'OACI.
Mais de plus, bien qu'historiquement très morcelé et disparate, l'espace aérien européen suit dans le domaine de la sécurité comme dans d'autres domaines une tendance à l'homogénéisation et à l'intégration de plus en plus étroite.
Cet article présente d'abord les instances que l'Europe a instaurées et qui interviennent dans le domaine de la sécurité aérienne.
Il décrit ensuite les différentes étapes mises en œuvre par l'Europe pour standardiser ses exigences et ses procédures en matière de sécurité aérienne en allant parfois au-delà du standard minimum imposé par l'OACI.

## Les institutions européennes impliquées dans la sécurité aérienne

### L'Union européenne (en particulier la commission européenne)
L'Union européenne a un rôle législatif dans la politique européenne de sécurité aérienne.

### La CEAC
La Conférence Européenne de l'Aviation Civile (CEAC) est une instance qui a un rôle de pilotage de la politique européenne de l'Aviation Civile notamment en matière de sécurité.

### Les JAA (Joint Aviation Authorities)
C'est une instance associée à la CEAC représentant les autorités de l'Aviation Civile d'un certain nombre d'États membres qui ont conclu un accord pour coopérer dans le développement et la mise en œuvre de normes et procédures réglementaires communes en matière de sécurité aérienne. Cependant, l'AESA a progressivement hérité des prérogatives des JAA.

### L'AESA
L'Agence Européenne pour la Sécurité Aérienne (AESA), cette instance a eu au départ[Quand ?] un rôle d'harmonisation du processus de certification des aéronefs au niveau européen mais aura un futur rôle[Quand ?] élargi à toute la Sécurité aérienne.  Un rôle de régulateur de l'ensemble du domaine de la sécurité de l'aviation civile lui serait attribué d'après les objectifs du paquet législatif dit "Ciel unique européen II" adopté en novembre 2009.

### Eurocontrol
Eurocontrol, cette agence mandatée par la CEAC a un rôle de mise en œuvre des lois (notamment en matière de sécurité via les ESARR (Eurocontrol SAfety Regulatory Requirements).

## Une tendance lourde: l'harmonisation et l'intégration européenne[3]

### Le contexte initial
Historiquement, le transport aérien s'est bâti autour d'un espace aérien fragmenté en Europe et à partir de politiques nationales assez protectionnistes.
En effet, la convention de Paris de 1919 qui marque les débuts du transport aérien affirme la souveraineté nationale dans l'espace aérien.
De plus, les débuts du transport aérien coïncidant avec les 2 guerres mondiales dont l'Europe est l'un des théâtres principaux et l'aviation se révélant être une arme redoutable, une certaine méfiance empreint les politiques des pays européens en matière d'aviation civile notamment dans l'usage des libertés de l'air. Historiquement en France, l'autorité de l'aviation civile était placée sous la tutelle du ministère de la guerre.
Ceci explique les gestions initiales des espaces aériens (et donc en particulier de la sécurité aérienne) assez différentes parmi les pays européens.
C'est pourquoi un effort a été entrepris à l'échelle européenne pour harmoniser la gestion de la sécurité aérienne.

### La certification européenne: des JARs aux EU-OPS
Les autorités conjointes de l'Aviation Civile européenne (Joint Aviation Authority ou JAA) ont adopté un ensemble de règles harmonisées applicables au transport aérien commercial, les JARs (Joint Aviation Requirements). En particulier, concernant la sécurité aérienne, ont été définis des standards touchant à la certification et l'exploitation des aéronefs, les JAR-OPS et les JAR-FCL.
Les JARs n'avaient pas de statut légal tant qu'ils n'étaient pas ratifiés par les gouvernements nationaux. 
Mais depuis la création de l'AESA, les JARs sont progressivement amendés et traduits dans la législation européenne sous la forme d'EU-OPS pour être applicables dans toute l'Union européenne.
- JAR-OPS : À la sortie de l'usine, chaque aéronef doit recevoir un certificat de navigabilité avant de pouvoir être exploité commercialement. Ce certificat atteste de la conformité de l'aéronef à une conception approuvée par une norme. Le processus de certification aboutit à un certificat de navigabilité d'abord pour le type d'avion et ensuite pour chaque aéronef produit selon ce type.

Une fois l'aéronef construit, il est exploité par une compagnie aérienne et maintenu pour être en état de navigabilité permanente.
La notion d'exploitation couvre à la fois les opérations (l'ensemble des procédures de manœuvre des aéronefs) et les normes de maintenance.
Les JAR-OPS sont les règles européennes applicables pour l'exploitation des aéronefs.
- JAR-FCL : Ce sont les normes européennes applicables à la formation du personnel navigant. Elles régissent l'octroi d'une licence et fixent les conditions nécessaires à la mise en œuvre d'une formation aéronautique reconnue au plan européen.

Nous retrouvons ainsi:
OPS1 exploitation commerciale avion (migration en EU-OPS 1 en 2012)
OPS2 exploitation non commerciale avion
OPS3 exploitation commerciale hélicoptère (migration possible en part OPS 3 après 2012)
OPS4 exploitation non commerciale hélicoptère

### Les ESARR (Eurocontrol Safety Regulatory Requirements)
La commission européenne a souhaité que les exigences réglementaires en matière de sécurité, les ESARR, établies par le SRC (Safety Regulation Commission) d'Eurocontrol contribue à des réglementations obligatoires au sein des États membres.
- ESARR1 - Règlementation CE 1315/2007 : Supervision de la sécurité de l'ATM :

L'ESARR1 concerne les éléments minimaux que doit présenter une fonction robuste de supervision de sécurité de l'ATM.
Elle s'inspire du modèle des 8 éléments critiques d'un système de supervision de la sécurité défini dans la documentation 9734 de l'OACI. Cela facilite les audits dans le cadre du programme USOAP.
- ESARR2 - Directive CE 2003/42 : obligation de notification et d'analyse des événements sécurité :

L'ESARR2 reprend le concept de Just Culture ou Open Reporting c'est-à-dire d'une approche non punitive de la gestion de la sécurité et notamment de la notification. L'objectif est de favoriser le développement d'une culture sécurité, une culture de gestion des risques en dissociant les notions de faute et d'erreur. Cette philosophie s'inspire directement des travaux de James Reason.
- ESARR3 - Règlementation CE 2096/2005 : système de gestion de la sécurité (SGS ou SMS en anglais) par les prestataires de services ATM:

Le SMS est une formalisation de la méthodologie de la gestion de la Sécurité aérienne par tous les opérateurs du transport aérien.
- ESARR4 - Règlementation CE 2096/2005 : évaluation et atténuation des risques dans le domaine ATM :

Cette exigence porte sur l'approche quantitative du risque lors de l'introduction ou la planification de changements dans le système de gestion du trafic aérien (ATM). Elle couvre tous les éléments du système ATM (équipements, procédures et facteurs humains).
- ESARR5 - Règlementation CE 2096/2005 : licences européennes des contrôleurs aériens et ingénieurs électroniciens chargés de la maintenance des systèmes ATM :

L'ESARR5 harmonise les exigences en matière de formation initiale, d'aptitude médicale (pour les contrôleurs aériens) et de maintien des compétences en Europe.
- ESARR6 - Règlementation CE 482/2008 : certification logicielle :

L'ESARR6 décrit un standard européen de certification logicielle que doivent satisfaire les logiciels des systèmes ATM européens.

### Une rationalisation des audits de sécurité en Europe
Les autorités de l'aviation civile des États membres de la CEAC peuvent être audités par l'USOAP de l'OACI, le programme d'audit de la FAA (autorité de l'aviation civile américaine) nommé IASA ou le programme de suivi de mise en œuvre des ESARR d'Eurocontrol (ESIMS).
Concernant les tâches transférées à l'AESA, l'AESA peut être directement contrôlée par l'USOAP (un premier audit a eu lieu en 2005).

### Initiatives européennes pour améliorer la sécurité aérienne
- Une Base de données Sécurité aérienne européenne, ECCAIRS :

Depuis 2003, l'ESARR2 oblige les États membres de la communauté européenne à collecter, analyser, traiter et stocker l'information relative à la sécurité aérienne. La commission européenne a développé une application ECCAIRS (Centre européen de coordination des systèmes de comptes rendus d'incidents en navigation aérienne) qui permet un échange d'information avec les systèmes de notification nationaux ou les bases de données internes des compagnies aériennes concernant la sécurité. Ce système est basé sur le standard de comptes rendus d'incidents (taxonomie) défini par l'OACI.
- Information sur l'évaluation de la sécurité des aéronefs étrangers, le programme SAFA :[5]

Le programme Safety Assessment Foreign Aircraft (SAFA) a été établi par la CEAC.
Depuis janvier 2007, il est sous la responsabilité de l'AESA.
Dans le cadre de ce programme SAFA, les aéronefs étrangers utilisant des aéroports de la communauté européenne peuvent faire l'objet d'inspections au sol si on soupçonne qu'ils ne sont pas conformes aux normes de sécurité internationales figurant dans les annexes de l'OACI.
Si une inspection révèle que l'aéronef pose un problème de sécurité immédiat, celui-ci est immobilisé au sol jusqu'à ce que le problème soit résolu.
Le programme SAFA a harmonisé les procédures de ces inspections pour tous les États participants et a mis en place une base de données centrale collectant les informations relatives à ces inspections (les écarts par rapport aux normes) afin qu'elles  soient partagées par tous les États participants. Il s'agit donc aussi d'un outil d'échange d'informations sur la sécurité entre les États participants. 
- Liste communautaire de transporteurs aériens soumis à interdiction de vol:

La communauté européenne a adopté en décembre 2005 un règlement qui prévoit l'adoption de mesures de sécurité telles que le refus, la suspension ou la révocation de l'autorisation d'exploitation d'un transporteur aérien au niveau communautaire.
Cela concerne les transporteurs  aériens dont la sécurité n'est pas garantie sur la base des normes internationales de sécurité figurant dans la convention de Chicago ou ses annexes.
- Programme européen pour la gestion de la sécurité de la gestion du trafic aérien (ATM) :

À la suite des accidents survenus à Linate (Italie) et Uberlingen (Allemagne) en 2001 et 2002, Eurocontrol a lancé le plan d'action stratégique pour la sécurité, le SSAP visant à améliorer la réglementation et la gestion de la sécurité de l'ATM en Europe.
L'accident d'Uberlingen impliquant le système bord anti-abordage (A-CAS), une révision des procédures et manuels d'exploitation a été entreprise conjointement par l'OACI et le SSAP.
Dans le cadre du SSAP, le problème des incursions sur piste a fait l'objet d'un plan d'action européen de prévention de ces incursions (EAPPRI).

### Les Blocs d'espaces fonctionnels (Functional Block Airspace ou FAB)
Les blocs d'espaces fonctionnels visent avant tout à assurer une gestion plus intégrée de l'espace aérien fondée sur les besoins opérationnels et  à s'affranchir du point de vue du contrôle aérien, des frontières entre États. La France a intégré le FABEC (FAB d'Europe Centrale avec l'Allemagne, la Suisse, les Pays-Bas, le Luxembourg et la Belgique).
Du point de vue de la sécurité aérienne, au sein du FABEC, un travail de convergence des systèmes de gestion de la sécurité (SMS) a été entrepris avec notamment des échanges en matière d'audits, des études de sécurité et de gestion des évènements sécurité.
Ainsi, il est mentionné dans l'article 10.3 du FABEC : « Les États contractants doivent s'assurer que les ANSP développent et implémentent une structure commune de leurs SMS » 